# سانتياغو راميريز (لاعب كرة قدم)
سانتياغو راميريز هو لاعب كرة قدم أوروغواياني، ولد في 3 سبتمبر 2001 في مرسيدس، أوروغواي ‏ في الأوروغواي.

## وصلات خارجية
- سانتياغو راميريز على موقع قاعدة بيانات كرة القدم.إي يو (الإنجليزية)
- سانتياغو راميريز على موقع Soccerway.com (الإنجليزية)
- سانتياغو راميريز على موقع عالم كرة القدم.نت (الإنجليزية)